# Riches et célèbres
Pour plus de détails, voir Fiche technique et Distribution.
Riches et célèbres (Rich and Famous) est un film américain réalisé par George Cukor, sorti en 1981.

## Synopsis
En 1959, Merry Noel quitte le Smith College et épouse Doug Blake. Elle fait ses adieux à Liz Hamilton, sa meilleure amie qui était également amoureuse de Doug. Dix ans passent. En 1969, Liz, devenue une romancière célèbre, revoit les époux Blake à Malibu : Merry a écrit un livre et, cherchant à le publier, soumet son projet à Liz...

## Fiche technique
- Titre original : Rich and Famous
- Titre français : Riches et célèbres
- Réalisation : George Cukor
- Scénario : Gerald Ayres, d'après la pièce Old Acquaintance de John Van Druten
- Musique : Georges Delerue
- Directeur artistique : Fred Harpman
- Décors : Don Remacle
- Costumes : Theoni V. Aldredge
- Photographie : Donald Peterman et Peter Eco
- Montage : John F. Burnett
- Production : William Allyn, Jacqueline Bisset (non créditée)
- Sociétés de production : Jaquet, Metro-Goldwyn-Mayer
- Société de distribution : Metro-Goldwyn-Mayer
- Pays :  États-Unis
- Langue : anglais
- Format : Couleurs (Metrocolor) - 35 mm (Panavision) - 1,85:1 -son mono
- Genre : Drame
- Durée : 117 minutes
- Dates de sortie :
  - États-Unis : 23 septembre 1981
  - France : 17 février 1982

## Distribution
- Jacqueline Bisset : Liz Hamilton
- Candice Bergen : Merry Noel Blake
- David Selby : Doug Blake
- Hart Bochner : Chris Adams
- Steven Hill : Jules Levi
- Meg Ryan : Debby à 18 ans
- Matt Lattanzi : le garçon, Jim
- Daniel Faraldo (it) : Ginger Trinidad
- Nicole Eggert : Debby à 8 ans
- Joe Maross : Martin Fornam
- Kres Mersky : Judy Heller
- Cloyce Morrow : Martha Antilles
- Cheryl Robinson : la voix d'UCLA
- Roger Vadim, Christopher Isherwood, Paul Morrissey : des invités de la party à Malibu
- Ray Bradbury, Nina Foch : des invités au cocktail littéraire
- Dack Rambo : Kent, l'acteur à Malibu (non crédité au générique)
- Michael Brandon : Max, l'homme de l'avion (non crédité au générique)

## Commentaire
Riches et célèbres est le remake de L'Impossible Amour (1943) de Vincent Sherman. C'est la dernière réalisation de George Cukor, décédé en 1983.

## Expression courante
Dès sa sortie, le titre du film devient une expression familière pour désigner les vedettes photographiées dans les magazines. Appliquée d'abord aux stars du cinéma, la formule est ensuite élargie aux personnalités de la jet set. Dans le langage français courant, elle s'emploie aussi bien dans sa version française (« riches et célèbres ») que franglaise (« rich and famous »).